# Guaimario IV di Salerno
Guaimario IV, spesso indicato come Guaimario V (1013 circa – Salerno, 3 giugno 1052), fu principe di Salerno (dal 1027) e di Capua (1038-1047), duca di Amalfi (dal 1039), Gaeta (1040-1041) e Sorrento (dal 1040) e duca di Puglia e Calabria (1043-1047)..
Fu una figura di primo piano dei Longobardi, nella fase storica a cavallo fra la fine del dominio bizantino nel Mezzogiorno e l'ascesa della potenza normanna.
Guaimario di Salerno era il maggiore dei figli di Guaimario III di Salerno e di Gaitelgrima, figlia di Pandolfo II di Benevento.
(Amato di Montecassino)

## Biografia

Il Principato di Salerno all'epoca del governo di Guaimario IV tra il 1039 e il 1047

Il fratellastro maggiore di Guaimario, Giovanni (III), figlio di Porpora di Tabellaria, fu co-reggente insieme al padre dal 1015 al 1018, anno della sua morte. A questo punto la co-reggenza fu affidata a Guaimario, che nel marzo del 1027, all'età di quattordici anni, successe al padre sul trono di Salerno, probabilmente sotto la reggenza della madre. Fin dall'inizio del suo regno si impegnò nel tentativo di estendere il proprio controllo su tutto il meridione d'Italia, perseguendo un obiettivo che era già dei suoi predecessori.
La prima grande vittoria la conseguì nel 1035, quando conquistò Sorrento e ne affidò il ducato al fratello Guido. Nel 1037 nominò suo co-reggente il figlio maggiore Giovanni (IV), il quale però morì nel 1039.
Nel 1036 accadde qualcosa che avrebbe segnato l'inizio delle ostilità fra i due principi. Gli giunse infatti voce che il principe Pandolfo IV di Capua, soprannominato il Lupo degli Abruzzi, zio materno ed alleato, aveva tentato di violentare sua nipote. Nel frattempo, Guaimario si era avvicinato ai Normanni, appena comparsi nel meridione d'Italia, ricevendo l'omaggio del loro capo Rainulfo Drengot, in precedenza vassallo di Pandolfo e ora disertore. Così Guaimario ottenne il fondamentale supporto dei Normanni, potenza nascente nel Mezzogiorno.
Nel 1038 cercò di ottenere giustizia su Pandolfo di Capua, avanzando la richiesta, politicamente avveduta, di un arbitrato fra l'imperatore occidentale e quello bizantino che dirimesse la questione dell'inadeguatezza di Pandolfo. L'invito fu raccolto solo dall'imperatore Corrado II, che si recò nel sud Italia chiedendo a Pandolfo ostaggi in garanzia. Questi però riuscirono a liberarsi e a fuggire, determinando l'immediata reazione delle forze imperiali. Capua fu prontamente posta sotto assedio e in breve il Principato fu sottomesso.
L'imperatore decise allora di assegnarlo a Guaimario, il quale chiese al sovrano di riconoscere un titolo nobiliare al suo nuovo vassallo normanno: Corrado attribuì a Rainulfo Drengot il titolo di conte di Aversa, vassallo di Salerno. L'anno successivo (1039) Guaimario ottenne il riconoscimento della sovranità su Amalfi, Gaeta e sul ducato di Napoli, giuridicamente un presidio bizantino.

### Le relazioni con gli Altavilla
Guaimario di Salerno fu ben presto in stretti legami con la famiglia normanna degli Altavilla che si stava affermando nell'Italia meridionale al fianco dei connazionali Drengot Quarrel.
I bizantini, che non avevano risposto alla chiamata di Guaimario circa l'arbitrato sui demeriti di Pandolfo, stavano preparando in quegli anni una spedizione in Sicilia sotto il comando del generale Giorgio Maniace. Alla loro richiesta, il principe di Salerno inviò un contingente di guerrieri longobardi e normanni, guidati da Guglielmo della famiglia degli Altavilla.
Nel 1038 però la fragile alleanza si spezzò: Normanni e Longobardi abbandonarono la campagna di Sicilia, facendo ritorno in Puglia dove i conterati fomentarono una ribellione contro gli imperatori bizantini. A questo punto Guaimario offrì ai suoi alleati normanni il proprio appoggio politico. Nel 1039 al fianco di Guaimario di Salerno e dell'imperatore Corrado si schierò Rainulfo Drengot.
Guglielmo d'Altavilla si rivolse a Guaimario ed a Rainulfo Drengot, Conte di Aversa, e propose ad entrambi un'alleanza alla pari.

### Duca di Puglia e Calabria
Guaimario di Salerno nel settembre 1042 a Melfi approvò l'elezione a conte di Puglia di Guglielmo d'Altavilla, detto Braccio di Ferro, ed ottenne in cambio l'acclamazione a Duca di Puglia e Calabria (all'inizio del 1043), in aperta opposizione alle rivendicazioni bizantine.
L'unificazione delle due famiglie normanne, Altavilla e Drengot, fu motivo di forza, perché esse si basavano concretamente sui possedimenti di Aversa e di Melfi. Guaimario offrì il riconoscimento ufficiale delle conquiste: alla fine dell'anno con lo stesso Rainulfo e con Guglielmo, si recarono a Melfi e riunirono un'assemblea dei baroni Longobardi e Normanni, che terminò al principio dell'anno successivo (1043).
In questo Parlamento generale, Guaimario garantì agli Altavilla il dominio su Melfi. Braccio di Ferro si distinse così da Rainulfo I Drengot, capo dei territori della Campania, che ottenne anche la sovranità su Siponto e sul Gargano, ex territori bizantini.
Tutti offrirono un omaggio come vassalli a Guaimario, che riconobbe a Guglielmo I d'Altavilla il primo titolo di Conte di Puglia. Per legarlo a sé gli offrì in moglie la nipote Guida, figlia del duca Guido di Sorrento. Guaimario riconfermò il titolo di conte anche allo stesso Rainulfo. Nacque così la Contea di Puglia.
Il fondamento feudale però risultava contraddittorio e non trovava fondamento nella legge: Guaimario era duca solo sulla base di un'acclamazione popolare, per giunta da parte di uomini che egli stesso aveva nominato suoi vassalli e in virtù dell'autorità di quello stesso titolo ducale, egli aveva infeudato i suoi vassalli a Melfi. Un conflitto di legittimità che più avanti gli causò diversi problemi.

### Conquista della Calabria
Nel 1044 Guaimario e Braccio di Ferro iniziarono la conquista della Calabria e costruirono un'ampia fortezza a Squillace. Ma il dominio del principe di Salerno, pure in continua espansione, non era più facilmente gestibile: negli ultimi anni della sua vita Guaimario incontrò infatti numerose difficoltà nel conservare i suoi possedimenti contro le rivendicazioni dell'imperatore e degli stessi Normanni, fino a quel momento suoi fedeli vassalli.
Rainulfo Drengot, che aveva continuato a tenere il dominio di Aversa concessogli originariamente dal duca di Napoli, morì nel 1045 e il suo feudo, contro le proteste di Guaimario, passò al nipote Asclettino. Verso la fine di quello stesso anno, Guaimario si oppose alla successione del cugino di Asclettino, Rainulfo II Trincanotte, ma ancora una volta la sua autorità fu calpestata.
Queste contese spinsero Aversa, un tempo leale al principe salernitano, ad allearsi con Pandolfo, tornato dal suo esilio di Costantinopoli. La guerra contro Pandolfo riprese nel 1042 e durò cinque lunghi anni, durante i quali Guaimario rafforzò la propria posizione attraverso un rapido riconoscimento, nel 1046, del fratello del defunto Guglielmo, Drogone d'Altavilla, al quale concesse in sposa la sorella Gaitelgrima. L'obiettivo era chiaramente quello di mantenere i Normanni dalla sua parte e in posizione di vassallaggio.

### Gli ultimi anni
Nel 1047 però, quella che era stata per Guaimario di Salerno l'impresa di una vita, fu completamente annullata: l'imperatore Enrico III, giunto nel sud Italia a chiedere atto di sottomissione a tutti i principi locali, restituì Capua a Pandolfo e pose sotto la sua diretta giurisdizione i domini di Aversa e di Melfi. Infine, privò Guaimario del titolo ducale di Puglia e Calabria, mettendo fine a quella singolare condizione di sovranità così scomoda per la corona imperiale.
Nel 1048 Pandolfo, riconfermato di nuovo come principe di Capua, fu ancora una volta in guerra con Guaimario. Tutto nacque dalla necessità di assicurare una reggenza all'infante Ermanno, figlio e successore di Rainulfo II Trincanotte, morto in quell'anno. Dopo il fallimento del primo reggente, tale Bellebouch (Bellabocca), la questione si complicò, poiché non erano disponibili parenti diretti del principe minorenne.
L'unico fra questi, Riccardo Drengot, cugino di Ermanno, era all'epoca prigioniero a Melfi per aver ingaggiato battaglia contro Drogone. Guaimario intervenne nella vicenda: negoziò il rilascio di Riccardo e lo condusse personalmente ad Aversa, dove questi fu insediato come reggente e poco dopo come vero e proprio conte. In questo modo, il principe Guaimario aveva recuperato l'alleanza della contea di Aversa.

### La morte e l'eredità
Guaimario e Drogone d'Altavilla continuavano a mantenere solidi rapporti di alleanza, costituendo insieme una potenza politica e militare invisa a molti. I due erano infatti diventati bersaglio di odii incrociati e rivendicazioni da più parti, che nel 1052 portarono entrambi ad una fine ingloriosa: Drogone cadde assassinato, probabilmente ad opera di una congiura bizantina, mentre la stessa sorte toccò subito dopo a Guaimario, che il 3 giugno 1052 fu assassinato nel porto di Salerno dai suoi quattro cognati, che occuparono la città con le armi ed elessero principe Pandolfo III. A questo punto il fratello del principe ucciso, il duca Guido di Sorrento, si rivolse ai Normanni Umfredo di Puglia e Riccardo d'Aversa, che insieme a lui assediarono i congiurati in Salerno. Le famiglie dei quattro fratelli caddero presto nelle mani dei loro nemici e gli assassini di Guaimario si decisero a negoziare il loro rilascio rimettendo in libertà Gisulfo, figlio ed erede di Guaimario.
Guido accettò la loro resa poco dopo e fece giuramento di non ricorrere a vendette o ritorsioni. Diversamente i Normanni, che non si ritennero sottoposti al giuramento di Guido, massacrarono Pandolfo III con i suoi scagnozzi e i quattro fratelli insieme ad altri trentasei familiari, uno per ciascuna coltellata ritrovata sul corpo di Guaimario.
L'eredità di Guaimario includeva il dominio su Salerno, Amalfi, Gaeta, Napoli, Sorrento, Puglia, Calabria e in maniera alterna su Capua. Egli fu senz'altro l'ultimo grande principe longobardo del sud Italia e secondo alcuni storici il migliore in assoluto.
A valergli tanto favore fu soprattutto il suo carattere, che lo storico John Julius Norwich riassume scrivendo «per tutta la vita dovette lottare contro le spregiudicate ambizioni [dei suoi rivali], e lo fece senza mai venir meno alla parola data, né mancare ai suoi impegni. Fino alla morte, il suo onore e la sua buona fede non vennero mai offuscati». Altri motivi furono la sua intelligenza politica, il favore papale ed imperiale d'occidente e la spada dei Normanni.
A Guaimario succedette Gisulfo II, il figlio avuto da Gemma, figlia del conte di Capua Laidolfo. Ebbe almeno tre figlie:
- Gaitelgrima, che sposò Riccardo I di Aversa;
- Sichelgaita, che sposò Roberto il Guiscardo;[5][6][7]
- Sicarda, il cui destino è  sconosciuto.

## Ascendenza
|                          |                           |                          | Genitori |  |  | Nonni |  |  | Bisnonni            |  |  | Trisnonni |  |
|                          |                           |                          |          |  |  |       |  |  | Lamberto di Spoleto |  |  | …         |  |
|                          |                           |                          |          |  |  |       |  |  | Lamberto di Spoleto |  |  | …         |  |
|                          |                           | …                        |          |  |  |       |  |  | Lamberto di Spoleto |  |  |           |  |
| Giovanni II di Salerno   |                           |                          |          |  |  |       |  |  | Lamberto di Spoleto |  |  |           |  |
|                          |                           | …                        | …        |  |  |       |  |  |                     |  |  |           |  |
|                          |                           | …                        | …        |  |  |       |  |  |                     |  |  |           |  |
|                          |                           | …                        | …        |  |  |       |  |  |                     |  |  |           |  |
| Guaimario III di Salerno |                           | …                        |          |  |  |       |  |  |                     |  |  |           |  |
|                          |                           | …                        | …        |  |  |       |  |  |                     |  |  |           |  |
|                          |                           | …                        | …        |  |  |       |  |  |                     |  |  |           |  |
|                          |                           | …                        | …        |  |  |       |  |  |                     |  |  |           |  |
| Sichelgaita              |                           | …                        |          |  |  |       |  |  |                     |  |  |           |  |
|                          |                           | …                        | …        |  |  |       |  |  |                     |  |  |           |  |
|                          |                           | …                        | …        |  |  |       |  |  |                     |  |  |           |  |
|                          |                           | …                        | …        |  |  |       |  |  |                     |  |  |           |  |
| Guaimario IV di Salerno  |                           | …                        |          |  |  |       |  |  |                     |  |  |           |  |
|                          | Landolfo III di Benevento | Landolfo II di Benevento |          |  |  |       |  |  |                     |  |  |           |  |
|                          | Landolfo III di Benevento | Landolfo II di Benevento |          |  |  |       |  |  |                     |  |  |           |  |
|                          | Landolfo III di Benevento | Yvantia                  |          |  |  |       |  |  |                     |  |  |           |  |
| Pandolfo II di Benevento | Landolfo III di Benevento |                          |          |  |  |       |  |  |                     |  |  |           |  |
|                          |                           | …                        | …        |  |  |       |  |  |                     |  |  |           |  |
|                          |                           | …                        | …        |  |  |       |  |  |                     |  |  |           |  |
|                          |                           | …                        | …        |  |  |       |  |  |                     |  |  |           |  |
| Gaitelgrima di Benevento |                           | …                        |          |  |  |       |  |  |                     |  |  |           |  |
|                          |                           | …                        | …        |  |  |       |  |  |                     |  |  |           |  |
|                          |                           | …                        | …        |  |  |       |  |  |                     |  |  |           |  |
|                          |                           | …                        | …        |  |  |       |  |  |                     |  |  |           |  |
| …                        |                           | …                        |          |  |  |       |  |  |                     |  |  |           |  |
|                          |                           | …                        | …        |  |  |       |  |  |                     |  |  |           |  |
|                          |                           | …                        | …        |  |  |       |  |  |                     |  |  |           |  |
|                          |                           | …                        | …        |  |  |       |  |  |                     |  |  |           |  |
|                          |                           | …                        |          |  |  |       |  |  |                     |  |  |           |  |